# Syrgis walkeri
Syrgis walkeri är en insektsart som beskrevs av Metcalf 1958. Syrgis walkeri ingår i släktet Syrgis och familjen sköldstritar. Inga underarter finns listade i Catalogue of Life.